# 덕구온천

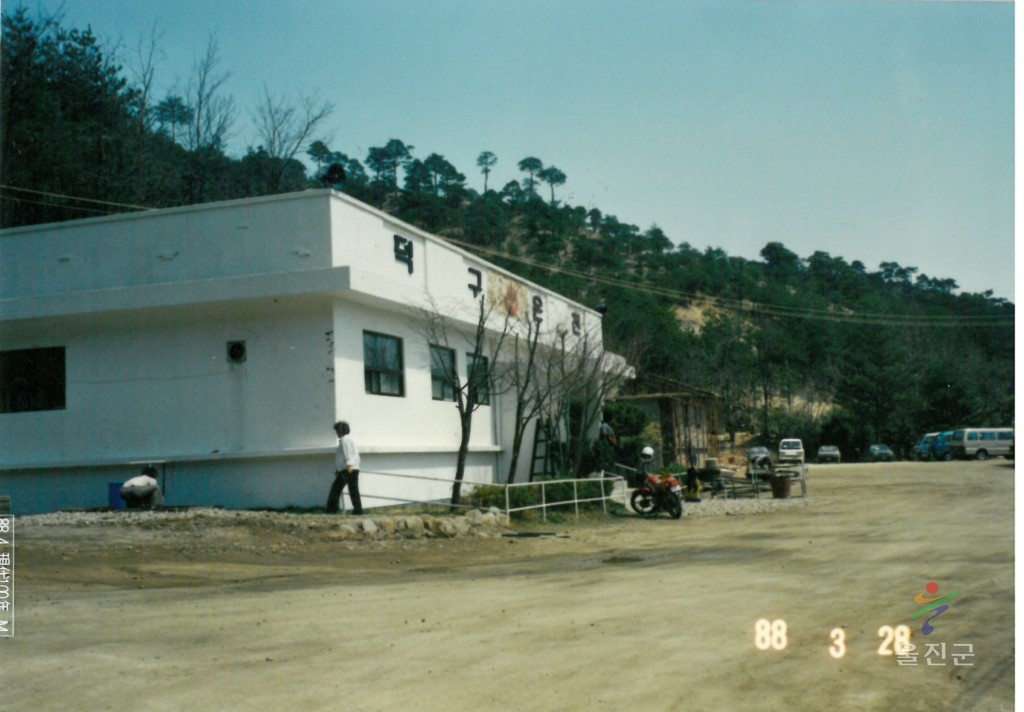
덕구온천의 모습 (1988년)

덕구온천(德邱溫泉)은 경상북도 울진군 북면 덕구리에 위치한 경상북도의 온천이다. 덕구온천은 대한민국의 유일한 용출천(지상으로 온천수가 솟구치는 온천)이다.덕구온천스파월드에서 사용되는 물이 100% 온천수일 수 밖에 없다는 것은 자연용출천에 가보면 금방 알 수 있다. 원탕에서는 약 43°C의 온천수가 하루 300t씩 용출된다.
덕구온천은 행정자치부가 인정한 경상북도 1호, 국민온천이라고 하며 응봉산 중턱에 위치하고 있다. 약알칼리 성질의 물이 매일 4,000t씩 나오고 있으며 신경통, 관절염, 근육통, 피부질환등에 효과가 있다고 한다. 드라마 폭풍속으로, 폼나게 살거야를 촬영한 장소이기도 하다.

## 얽혀오는 이야기
태백산맥의 동쪽에 위치한 응봉산 해발 998m아래 지금으로부터 약 600년전 고려 말기에 활과 창의 명수라는 전모라는 사람이 20여명의 사냥꾼과 멧돼지를 쫓았다. 그런데 상처를 입고가던 멧돼지가 어느 계곡가에서 쏜살같이 몸을 씻고 도망가기에 이상하게 여긴 전씨와 사람들이 그 곳을 살펴보았더니 그 계곡에서 자연으로 유출되는 온천수를 발견하였다는 전설이 있다.

## 온천 성분
칼슘, 칼륨, 염소, 중탄산나트륨 등이 함유되어 있으며 42.4°C의 약알칼리성 온천수가 계속 솟아난다.

## 교통편
- 동해선 울진역, 흥부역